# ベルナルド・アレバロ
セサル・ベルナルド・アレバロ・デ・レオン（スペイン語: César Bernardo Arévalo de León、1958年10月7日 - ）は、グアテマラの政治家（現大統領）、外交官、社会学者、作家。アレバロの選挙勝利により、グアテマラで生まれていない大統領としてはミゲル・ガルシア・グラナドスに次いで2人目となるとともに、ジミー・モラレス元大統領を超えて21世紀でグアテマラで最も多くの票を集めた候補者となった。

## 経歴
1958年にウルグアイのモンテビデオで、グアテマラ元大統領であるフアン・ホセ・アレバロと後妻のマルガリータ・デ・レオンの息子として生まれる。アレバロが生まれた当時、フアンは1954年のグアテマラのクーデターで、ウルグアイで政治亡命中だった。 2歳の時に家族でウルグアイを出国し、幼少期の一部をベネズエラ、メキシコ、チリで過ごす。アレバロは15歳の時、父の故郷であるグアテマラシティに帰国。
イスラエルのヘブライ大学を社会学の学士号を取得して卒業し、その後、オランダのユトレヒト大学で哲学と社会人類学の博士号を取得した。
1980年代に外交官として外務省に入省した。1984年から1986年にかけて、彼はイスラエルのグアテマラ大使館領事を務め、その後1987年から1988年まで公使参事官を務める。1994年から1年間、ラミロ・デ・レオン・カルピオ大統領からアレバロは外務副大臣に任命された。1995年から1996年まで、アレハンドロ・マルドナド外相がアレバロを駐スペインのグアテマラ大使を推薦し、国王フアン・カルロス1世から駐スペイン大使に任命された。
2015年、アレバロはオットー・ペレス・モリーナ大統領の辞任を求めるグアテマラの抗議活動に参加した。抗議活動の直後、アレバロはセミージャ党の創設メンバーの一人であったが、2017年にセミージャ運動（「種の運動」とも）に改名した。アレバロは2019年大統領選挙のセミージャ運動所属の有力候補者として発表されたが、最終的には立候補を辞退した。彼の後任にはテルマ・アルダナが就任したが、最終的には出馬を禁止された。代わりに国民名簿に載っている議会候補者として立候補し、グアテマラ議会議員として、2020年1月14日に就任した。議員として、外交や国防、人権委員会などの委員を務めた。2023年1月22日、アレバロは2023年選挙のセミージャ運動所属の大統領候補として発表され、副大統領候補にカリン・エレーラを指名し、立候補した。2023年2月16日に最高選挙法廷に正式に候補として登録された。選挙運動中、アレバロの支持者は彼の名前とバーニー・サンダースとの類似性の両方を考慮して、アレバロに「バーニーおじさん」の愛称を付けた。選挙公約は雇用機会の創出や気候変動政策の促進だけでなく、グアテマラの国家汚職や治安不安への対処に焦点を当ててきた。
23年4月にプレンサ・リブレが行った最初の世論調査では、アレバロ氏が候補者の中で最後から2番目にランクされており、調査対象者の0.7％が彼に投票する意向を示した。その後の世論調査では、2023年6月のアレバロへの支持率は2%前後で推移していることが示された
2023年の選挙の第1回投票で、アレバロ氏は60万票を超える候補者中2位となり、グアテマラの元ファーストレディで希望国民統一党の候補者であるサンドラ・トーレスと第2回決選投票に進出した。2%という低い投票率から始めて、優位に大統領選挙を進めてきたことはBBCニュースから「驚き」と評された。2023年8月20日の決選投票で60%対39%で大統領に当選。
特に大統領の選挙活動中と当選後には検事総長のマリア・コンスエロ・ポーラスをはじめとする検察による敵対行動が目立った。第1回投票結果の発表とほぼ同時に検察はセミージャ運動が政党登録の際に不正な署名を集めたとして捜査を始め、裁判所に同党の政党活動の停止を命じるように要請した。9月には検察庁が最高選挙管理委員会の選挙事務センターに対して家宅捜索を行い、10月末の選挙期間の終了とともに、最高選挙管理委員会はセミージャ運動に対する党法人格の停止措置を有効化した。これに対し、グアテマラ国内では検察の行動に対するデモや抗議行動が多発するほか、アレバロに対する暗殺計画も2件が摘発された。
アレバロの大統領就任を阻止しようとする動きは2024年1月14日の就任予定日になっても止まず、就任の前に憲法裁判所がセミージャ運動の資格を停止させた。当日は午後3時より就任式が行われる予定だったが、共和国議会では新議員の資格などをめぐる紛糾が起きたため、同議会は新議員の宣誓式を終えてないという理由で大統領就任式を延期した。これに反発する支持者が就任式を開始するよう抗議活動を行うなど、グアテマラは混乱状態となった。結局予定時間の9時間後の翌15日の未明に宣誓を行い、大統領に就任した。なお、前任者のジャマテイは就任式に出席しなかった。